# Mezquita de Loscos
Mezquita de Loscos es una localidad española perteneciente al municipio de Loscos, en el Jiloca, provincia de Teruel, Aragón. Está situada a 1,3 km de la localidad de Loscos, en el norte de la comarca. Tiene una altitud de 1.020 metros sobre el nivel del mar y pertenece al municipio de Loscos desde 1970. Los pueblos más cercanos son Loscos y Piedrahíta.
Mezquita de Loscos celebra sus fiestas patronales la primera semana de agosto. Destacan la iglesia de San Juan Bautista y la ermita de San Jorge. El río que pasa por Mezquita de Loscos es el Pilero.

## Descripción
La localidad, situada al pie de la sierra de Cucalón, está adscrita al municipio de Loscos. Tiene unos 17 km² de superficie. Resguardada del cierzo, se ubica en la falda de un montículo bajo un hermoso paisaje de eras de trilla escalonadas que llegan casi a la cumbre, donde está situada la ermita de San Jorge, con vistas al santuario de la Virgen de Herrera.
El topónimo es de origen árabe. Ya tenía este nombre en 1157, como se desprende de una carta de donación de Ramón Berenguer IV concedida a la población de Monforte.
En 1940, tenía 427 habitantes; en 1960, 361[cita requerida]; en 1980, 143 y en 1991, 50.

## Geografía humana

### Demografía
| Gráfica de evolución demográfica de Mezquita de Loscos entre 1842 y 1960 |
| |
| Población de derecho según los censos de población del INE Población de hecho según los censos de población del INEEntre el censo de 1970 y el anterior, este municipio desaparece porque se integra en el municipio 44141 (Loscos) |

## Restos fósiles y arqueológicos

### Fósiles
Curiosa geología la de este lugar con abundantes yacimientos fósiles. Hermosas losas azuladas con restos marinos, sobre todo de braquiópodos spiriféridos (Devónico, unos 300 millones de años), lamelibranquios (unos 65 millones de años). Ambos ejemplares de bivalvos los encontramos sueltos. 

### Prehistoria: Neolítico
Sílex, puntas de flecha, raspadores, cuchillos se han encontrado por los campos y caminos. 
En el lugar conocido como «Puntal de las almendreras», resguardado por una roca pequeña, se encontró en 1975 un enterramiento calcolítico individual, fechado en torno a 2000-1700 a. C., que consta de una mandíbula humana con un ajuar compuesto por de conchas marinas de los géneros dentalium y cardium que formaron parte de un collar, un pectoral o una diadema.
Poblados celtibéricos. Abunda el material cerámico, molinos de mano.

### Castillo

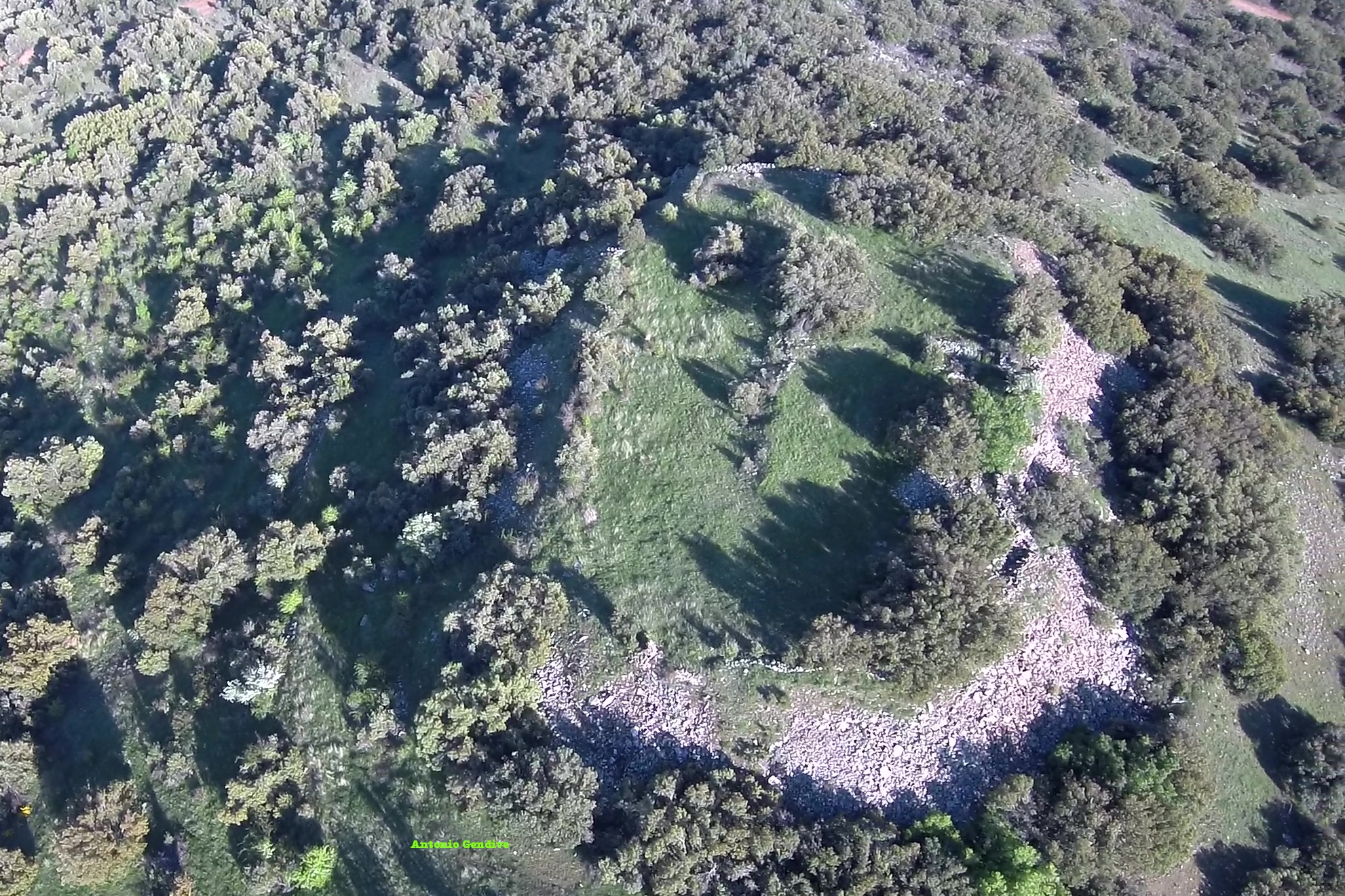
Vista aérea

Los restos de los muros de un edificio conocido como «Castillo» se encuentran en una loma cercana a esta localidad. Se estima que no fue una fortificación, sino un lugar de observación y tal vez de refugio.

## Iglesia de San Juan Bautista
La iglesia de San Juan Bautista fue edificada entre finales del siglo XVIII y principios del XIX tras la amenaza de ruina de la torre campanario de la iglesia anterior. El proyecto de reedificación de la nueva torre y reparación del resto del edificio fue realizado por el arquitecto Vicente Gracián, revisado por Agustín Sanz y ejecutado por Miguel Bielsa. Se trata de un edificio realizado en mampostería y ladrillo, con una disposición geométrica de quincunx y planta de cruz griega.

## Ermita de San Jorge
La ermita de San Jorge está situada en lo alto del cerro donde se encuentra el pueblo. El edificio actual es fruto de una restauración reciente, pero originalmente se trataba de un edificio de época medieval.

## Fuente, abrevadero y lavadero
En la afueras de Mezquita de Loscos, junto al río Pilero, se encuentra un conjunto arquitectónico formado por las fuentes, el abrevadero y el lavadero. La fuente más antigua está bajo un arco de medio punto y tiene una reja. El abrevadero tiene forma de ele y en el centro hay otra fuente con tres caños.

## Ermita de Santo Domingo
La ermita de Santo Domingo está situada a unos 3 km del pueblo. El edificio original está en ruinas y a su lado se ha construido otro edificio. Se cree que pudo pertenecer a un antiguo poblado que desapareció.